# Valg i 2016 af partileder for Labour (UK)
Ved partiledervalget i Labour (UK) i juli – september 2016 blev Jeremy Corbyn genvalgt som Labours leder.

## Folkeafstemningen om Brexit
Ved folkeafstemningen om Storbritanniens EU-medlemskab (Brexit) den 23. juni 2016 var der stærkt delte meninger om Storbritanniens forbliven i EU. Dette gjaldt både i det største parti (De Konservative) og i det næststørste parti (Labour). 
Labours officielle linje var, at Storbritannien skulle forblive (remain) i EU. Mange i partiet deltog dog i kampagnen for en udtræden (leave). Efter folkeafstemningen blev partileder Jeremy Corbyn blev stærkt kritiseret intern i sit parti for at have ført en elendig kampagne for et forbliv i EU.

## Mistillid til Corbyn
Kritikken førte til, at flere Labour- politikere trådte ud af Corbyns skyggeregering. Blandt de udtrådte var Hilary Benn (skyggeudenrigsminister) og Charles Falconer, baron Falconer af Thoroton (skyggejustitsminister). Den 28. juni 2016 erklærede et flertal af Labours parlamentsmedlemmer (172 mod 40) deres mistillid til Corbyn. Det er dog Labours menige medlemmer og ikke parlamentsgruppen, der vælger partiets leder. Corbyn fik støtte blandt andet fra fagforeningsledere. 

## Urafstemning om posten som partileder
Den 11. juli 2016 stillede Angela Eagle op som modkandidat til Jeremy Corbyn, og Owen Smith anmeldte sit kandidatur den 13. juli. Allerede den 19. juli trak Angela Eagle sig ud af valgkampen. 
Resultatet af urafstemningen blandt partiets medlemmer og støttere blev offentliggjort den 24. september 2016. Jeremy Corbyn blev genvalgt med 313.209 stemmer (61,8 procent), mens Owen Smith fik 193.229 stemmer (38.2 procent). 
Ved partiledervalget i 2015 havde Jeremy Corbyn fået 251.417stemmer (59,5 procent). 